# Capua vulgana
Capua vulgana là một loài bướm đêm thuộc họ Tortricidae. Loài này có ở Ireland và Đảo Anh, phía đông qua Benelux, Fennoscandia và miền trung và tây nam châu Âu tới Xibia và Sakhalin tới quần đảo Kuril.

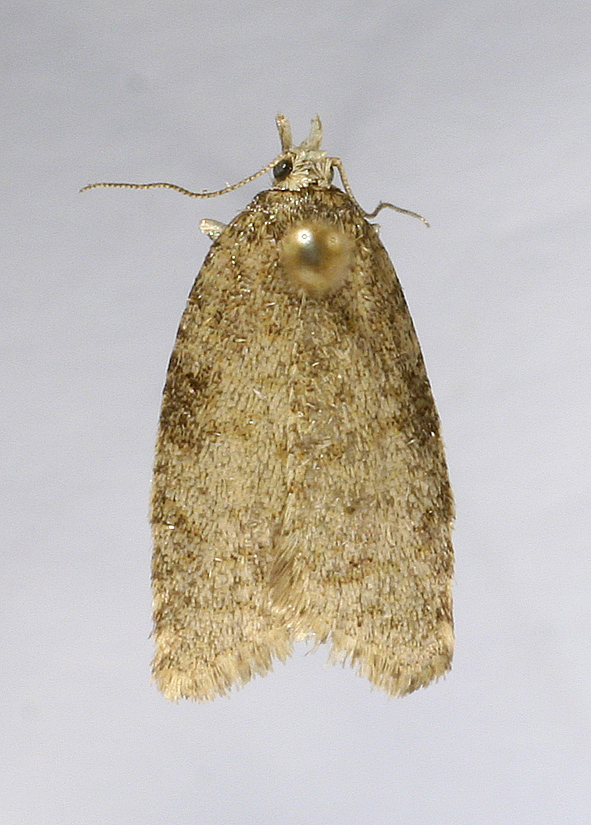

Sải cánh dài 13–19 mm. Con trưởng thành bay từ tháng 5 đến tháng 6.
Ấu trùng ăn the leaves of a wide range of woodland trees và plants, bao gồm Alnus, Sorbus và Vaccinium.

## Hình ảnh

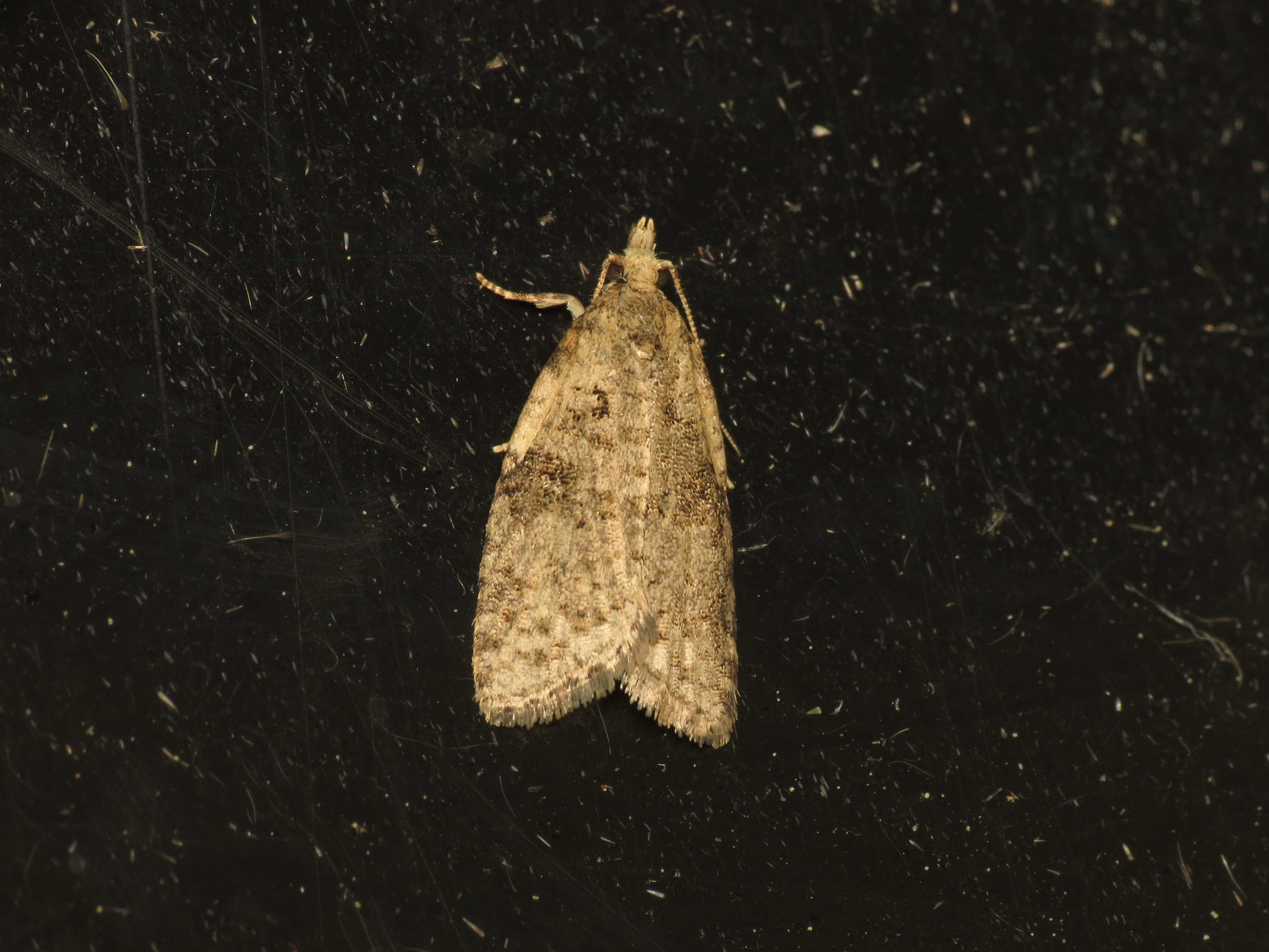
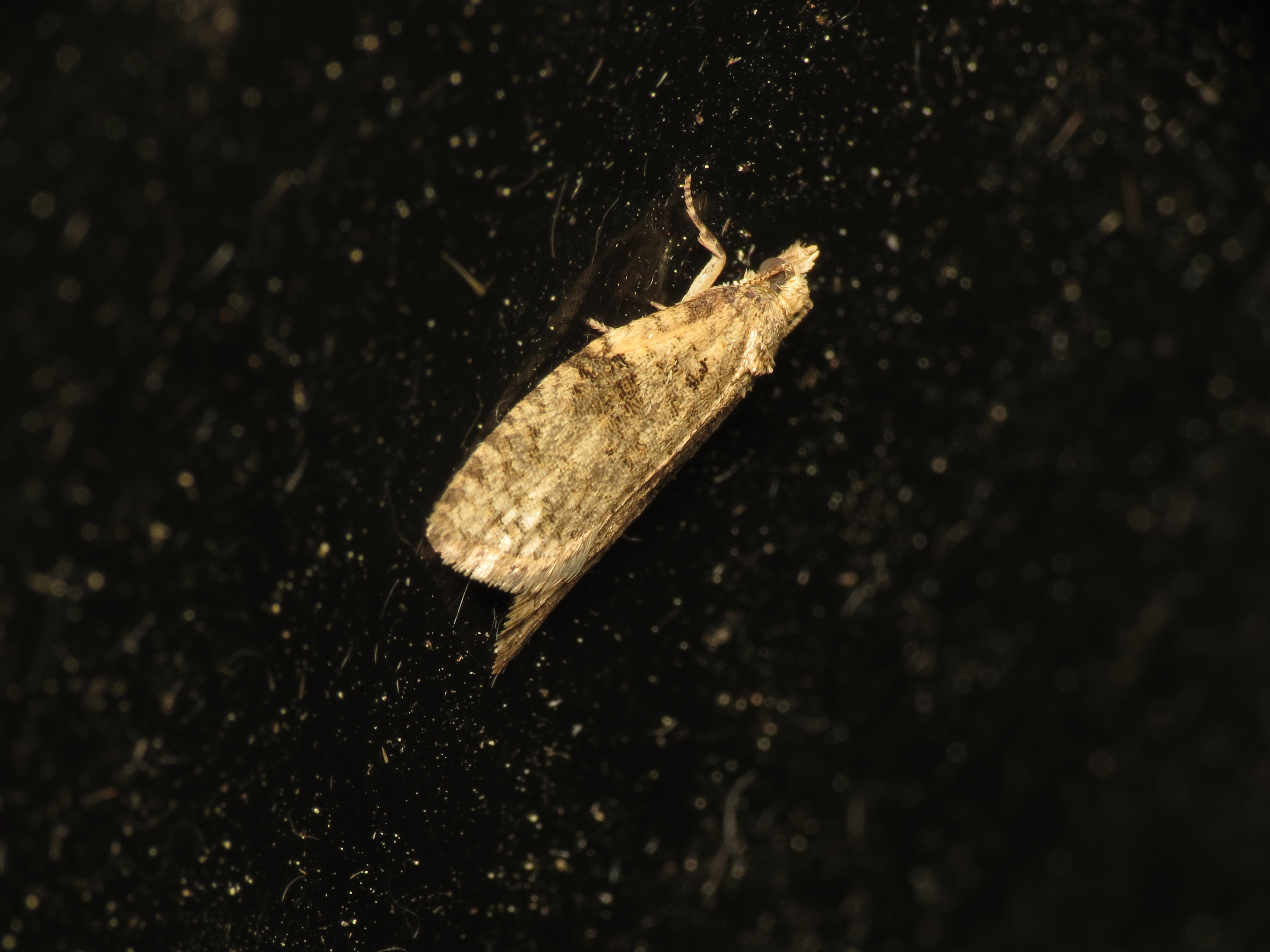
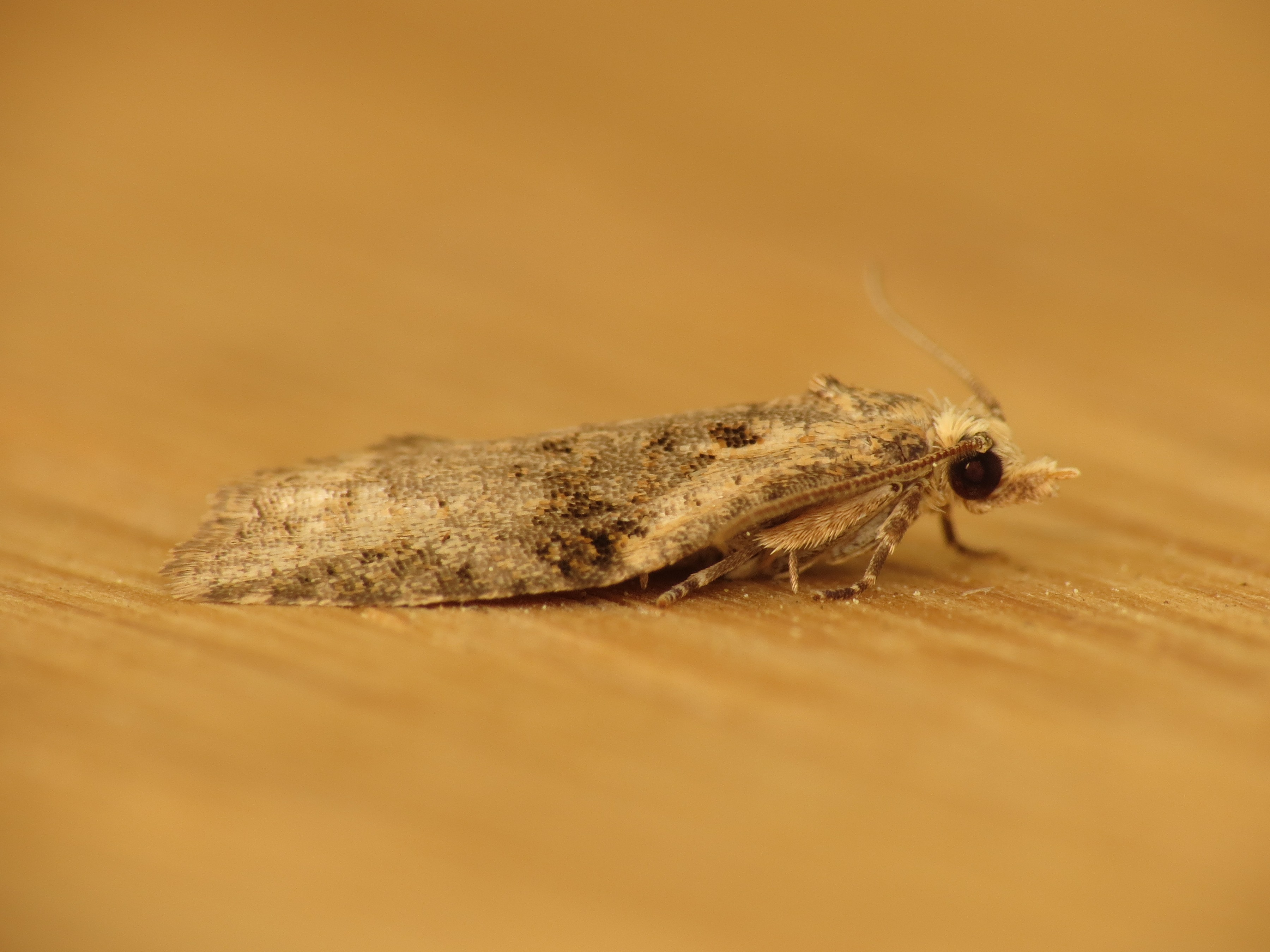
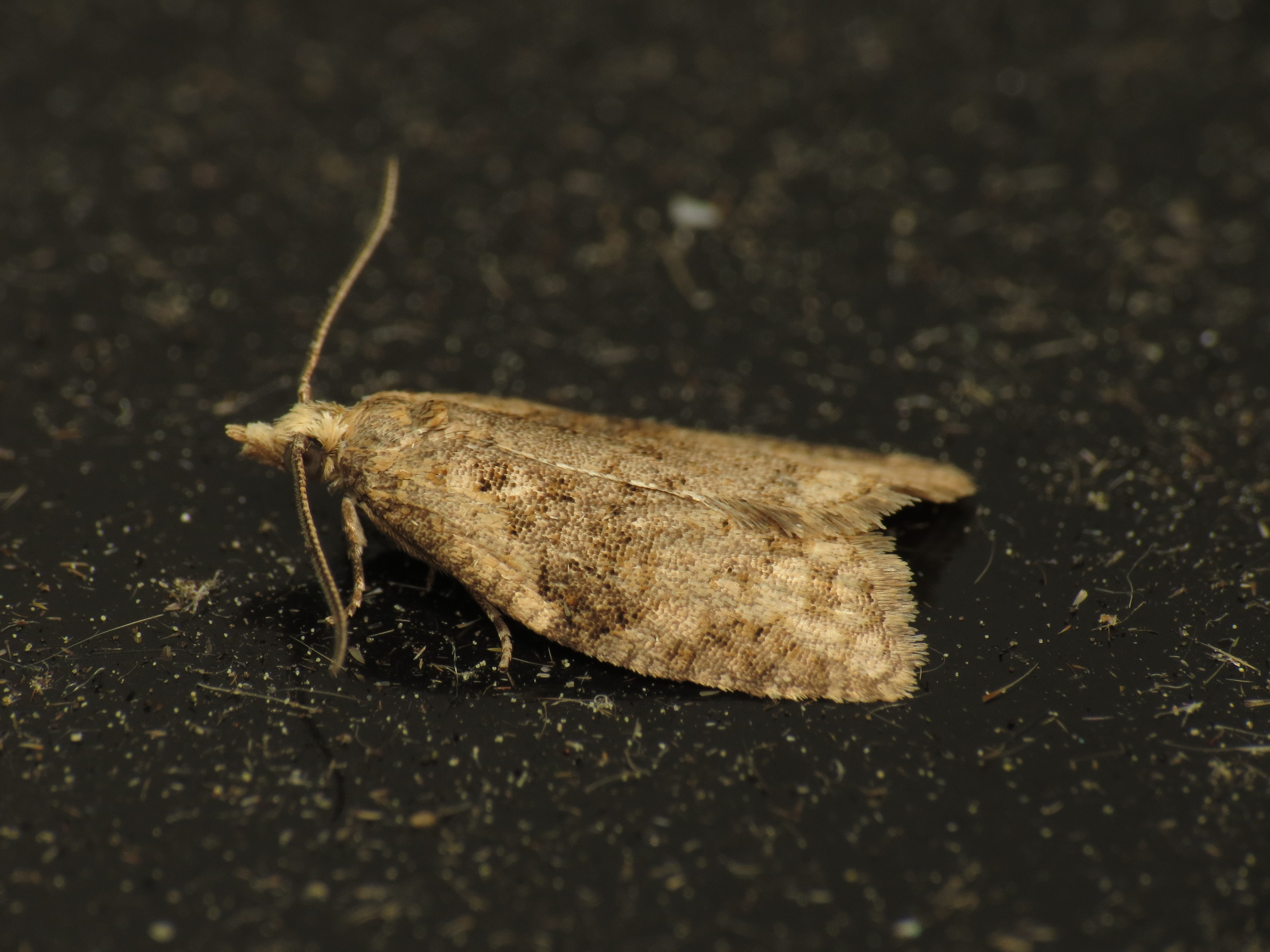